# Little Australia

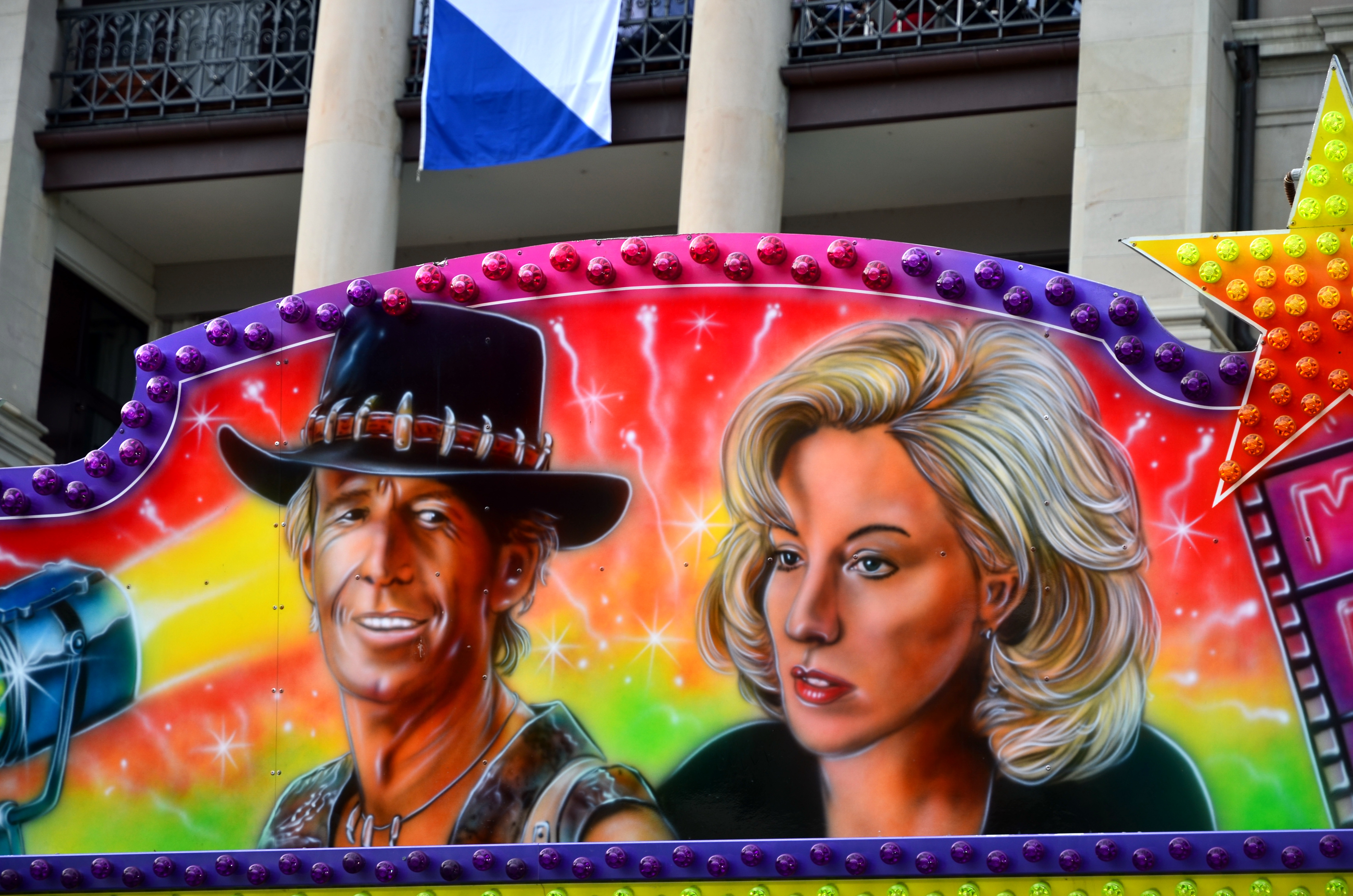
Representación artística de Paul Hogan y Linda Kozlowski protagonizando Cocodrilo Dundee 2, una película sobre un australiano que encuentra su camino en Nueva York

Little Australia (en español: "Pequeña Australia") es un nombre para cualquiera de las diversas comunidades donde se congregan australianos al emigrar a otros países. Se pueden encontrar ejemplos en Estados Unidos, Canadá y Reino Unido. El concepto de "Pequeña Australia" engloba muchos aspectos diferentes de la cultura australiana. Entre sus rasgos comunes se encuentran las tiendas que venden productos de Australasia y los restaurantes que bordean las calles. Una "Little Australia" se esfuerza esencialmente por tener una muestra de la cultura de Australia trasplantada en medio de una gran ciudad no australiana.

## Mulberry Street y Mott Street, Manhattan
Desde 2010, ha surgido la Little Australia más grande del mundo, que está creciendo en Nolita, Manhattan, Nueva York. Mulberry Street y Mott Street en Lower Manhattan son comúnmente conocidas por los expatriados australianos como "Little Australia" debido a la influencia de la cultura del café australiana y neozelandesa en el barrio, que incluye establecimientos como Ruby's, Two Hands, Bluestone Lane, Bluestone Lane Bowery Cafe, T2, Charley St, Cafe Grumpy, Egg Shop, Musket Room y Happy Bones. Little Australia linda con Little Italy y Chinatown en Manhattan.
En 2011, se estimaba que había 20.000 residentes australianos en la ciudad de Nueva York, casi el cuádruple de los 5.537 que había en 2005.

## Earl's Court, Londres
Earl's Court en Londres tenía el apodo de "Kangaroo Valley" o "Roo Valley", aunque muchos visitantes de Australasia ahora van a distritos más baratos al norte o al oeste.
Cuando Barry Humphries fue (por mar) a Londres en 1959, él y su entonces esposa Rosalind vivían en Ladbroke Grove, en Kensington. Hizo una visita improvisada a "un pub de Earl's Court, en medio de Kangaroo Valley, como se le llamaba a veces". Cayó físicamente enfermo y asustado por lo que vio. Los grupos de jóvenes australianos maleducados que bebían cerveza y decían palabrotas le trajeron dolorosos recuerdos de los matones de la escuela de Melbourne". Este tema resurgió de forma más cariñosa a partir de 1964 en la serie Barry McKenzie de Humphries; el personaje vivía en un piso de Earl's Court.
En 1962, Clive James fue (también por mar; sólo un amigo podía permitirse el lujo de volar) a Londres con una semana de alojamiento reservada en Earl's Court, que "en aquellos días todavía se apodaba 'Kangaroo Valley'". Decía que era imposible confundir a los australianos de Earl's Court, con "orejas de jarra, cortes de pelo cortos... y caras abiertas, pecosas y sin ojos" a pesar de sus "abrigos de lona ingleses azul marino; aunque todavía no habían empezado a llevar doce paquetes de Foster's Lager, y el sombrero Akubra de ala ancha con corchos colgando del ala nunca iba a ser más que un mito".  Después de mudarse, "juró no volver a entrar en Earl's Court".

## Whistler, Columbia Británica
La ciudad de Whistler, Columbia Británica acoge una congregación de australianos y ha sido descrita como una "Pequeña Australia" debido a la fuerte cultura australiana presente. El esquiador alpino australiano Jono Brauer acuñó el término "Whistralia" para referirse al pueblo de esquí en una entrevista de 2010, y desde entonces se ha convertido en un apodo. En 2010, se estimaba que los australianos constituían el 34% de la plantilla de la estación de esquí Whistler-Blackcomb. En los supermercados de Whistler se venden aperitivos australianos como pasteles de carne, Tim Tams y Vegemite, y se celebra el Día de Australia, con múltiples pubs que organizan fiestas.